# Maerlant-Lyceum
Het Maerlant Lyceum is een openbare school voor gymnasium, atheneum en havo met in totaal ruim 1100 leerlingen en 100 medewerkers, gevestigd in Den Haag. De school is vernoemd naar de middeleeuwse schrijver Jacob van Maerlant.

## Geschiedenis
Het Maerlant Lyceum werd in 1917 opgericht als het Tweede Stedelijk Gymnasium. De eerste lessen werden gegeven in het schoolgebouw van het Eerste Gymnasium aan het Westeinde, hoek Vleerstraat. In november 1917 verhuisde de school naar Koninginnegracht 213, waar eerder een pension voor oudere dames was. In 1923 gebruikte de school een pand in de Weissenbruchstraat.
Sinds 1926 is de school gehuisvest in het Benoordenhout in een monumentaal gebouw, aan de Johannes Bildersstraat 11 ontworpen door de Haagse architect Jo Limburg.
In 1940 werd het gymnasium omgezet in een lyceum, nadat een HBS-b afdeling toegevoegd was. In 1943 bood de school onderdak aan de leerlingen van de Zesde Gemeentelijke Hogere Burgerschool in Den Haag, die hun gebouw moesten verlaten toen de Duitse bezetters het Sperrgebiet ontruimden. Na de afsluiting van de vesting Clingendael werd de school verplaatst naar de 3e Van der Boschstraat (thans Theresiastraat) en de Van der Parrastraat 7.
Na de bevrijding kon het gebouw aan de Johannes Bildersstraat weer worden betrokken. In 1946 kreeg de school de naam Maerlant Lyceum. In 1955 kwam er ook een afdeling HBS-a. Het schoolgebouw werd in 1957-1958 uitgebreid met een tweede verdieping door gemeentearchitect ir. D. van der Vliet. In 1966 kreeg de school een nieuwe aula.
In 2009 begon een verbouwing van de school, waarbij er onder meer een nieuwe kantine, sportzaal, een nieuwe mediatheek/bibliotheek en een lift kwamen. In 2011 heropende oud-leerling Mark Rutte de grondig verbouwde school. In het najaar van 2015 werd de aula verbouwd. In 2021 is de mediatheek geheel vernieuwd als studieruimte waar leerlingen zelfstandig kunnen werken.

## Honderdjarig bestaan
Het honderdjarig bestaan van de school werd in 2017 uitgebreid gevierd, met de officiële dag op 8 april 2017.

## Evenementen
Elk jaar doet minstens één delegatie van het Maerlant Lyceum mee aan de grootste Model United Nations (MUN) conferentie van de wereld: The Hague International Model United Nations. Voor THIMUN 2017 vertegenwoordigt een delegatie van het Maerlant de Arabische Liga. Andere conferenties waaraan wordt deelgenomen zijn o.a. HAGAMUN en MUNISH. 
In 2007 organiseerden de leerlingen een eigen MUN conferentie: Maerlant Youth Model United Nations. Los daarvan participeert het Maerlant ook elk jaar in het Model Europees Parlement (MEP) van Zuid-Holland. Ook kenmerkend voor het Maerlant is de Goede Doelencommissie die eigen evenementen organiseert om zelf gekozen goede doelen te ondersteunen.
Jaarlijks kiezen de leerlingen van het Maerlant een nieuw leerlingenbestuur dat voornamelijk verantwoordelijk is voor het organiseren van schoolfeesten en andere activiteiten voor leerlingen.
Ook doet het Maerlant lyceum mee met verschillende robotica wedstrijden waaronder de FLL (First Lego Leauge) en de FTC(First Tech Challenge). met deze wedstrijden heeft het Maerlant lyceum meerdere keren internationale finales gehaald en ook meerdere keren prijzen gewonen op internationaal niveau.

## Bekende oud-leerlingen
- Dimitri Frenkel Frank, auteur
- Eveline Herfkens, politica (minister voor Ontwikkelingssamenwerking)
- Jaap Rosen Jacobson, jurist en Engelandvaarder
- Wouter de Jong, acteur
- Wim Kan, cabaretier
- Uri Rosenthal, hoogleraar, politicus, minister van Buitenlandse Zaken
- Helga Ruebsamen, schrijfster
- Mark Rutte, politicus, minister-president van Nederland
- Pamela Teves, actrice
- Dolf de Vries, acteur en auteur
- Frederique van der Wal, actrice en fotomodel
- Frédérique Huydts, actrice
- Eloise van Oranje-Nassau van Amsberg, oudste dochter van prins Constantijn
- Cedric van der Gun, profvoetballer bij o.a. AFC Ajax, ADO Den Haag, Swansea City en Borussia Dortmund.
- Tibor Lukács, acteur
- Minke Smabers, voormalig Nederlands hockeyster en recordinternational bij de Oranje Dames

## Publicaties
- De eeuw van het Maerlant, (red. Casper Postmaa et al.). Den Haag, Maerlant-Lyceum, 2017. ISBN 978-90-90-30389-5
- Gedenkboek uitgegeven ter gelegenheid van het zestigjarig bestaan van het Maerlant-lyceum met afd. havo; voorheen Tweede gymnasium te 's-Gravenhage, 1967-1977. 's Gravenhage, 1977
- Gedenkboek uitgegeven ter gelegenheid van het vijftigjarig bestaan van het Maerlant-Lyceum voorheen Tweede Gymnasium te 's-Gravenhage, 1917-1967, red.: Th.H. d'Angremond en H. Gerlach. 's Gravenhage, 1967.